# Камден (Арканзас)
Камден (енгл. Camden) град је у америчкој савезној држави Арканзас.

## Демографија
По попису из 2010. године број становника је 12.183, што је 971 (-7,4%) становника мање него 2000. године.
| Група             | 2000.         | 2010.         |
| Белци             | 6.405 (48,7%) | 4.876 (40,0%) |
| Афроамериканци    | 6.499 (49,4%) | 6.828 (56,0%) |
| Азијати           | 49 (0,4%)     | 62 (0,5%)     |
| Хиспаноамериканци | 76 (0,6%)     | 192 (1,6%)    |
| Укупно            | 13.154        | 12.183        |